# Deutsche Rodelmeisterschaften 1913
Die 2. Deutschen Rodelmeisterschaften 1913 fanden am 26. Januar 1913 auf der Rodelbahn Schwarzenberg bei Oberaudorf statt. Sie wurden vom Deutschen Rodelbund veranstaltet und durchgeführt.
Die Rodelmeisterschaften für 1913 fanden nur eine Woche nach den ersten Deutschen Meisterschaften in Ilmenau statt, die Artur von Osterroth für sich entscheiden konnte. Diese waren fast ein Jahr nach dem ursprünglichen Termin ausgetragen worden, da sie 1912 aus Witterungsgründen ausfallen mussten. Anders als in Ilmenau gab es in Oberaudorf keine Wettbewerbe für Frauen und Doppel. Mit acht Startern war es eine der am schwächsten besuchten deutschen Rodelmeisterschaften überhaupt. Aufgrund schwieriger Witterungsbedingungen und aus beruflichen Gründen reisten nahezu keine Rodler an, die nicht in der unmittelbaren Region lebten. Ein geplanter Sonderzug mit weiteren Teilnehmern aus München kommend fiel den Witterungsbedingungen zum Opfer. 
Die Bahn hatte eine Länge von 1300 Metern, die Meisterschaft wurde in zwei Läufen entschieden, deren Zeiten addiert wurden. Trotz der wenigen Teilnehmer gewann den Titel mit Hans Gfäller ein „Meisterfahrer“, der etwa im Jahr darauf bei den ersten Europameisterschaften als Viertplatzierter und bester Starter aus dem Deutschen Reich nur knapp eine Medaille verpasste. In einem zusätzlichen Rennen um den Wanderpokal des Deutschen Touring-Clubs triumphierte der Drittplatzierte der Meisterschaft, Georg Seebacher.
Die Rekonstruktion der Platzierungen ist nicht ganz einfach, da die meist kurzen Presseberichte nicht einheitlich sind, manchmal Platzierungen vertauschen und selten Hinweise auf die Vornamen der Teilnehmer geben, was vor allem bei gleichen Nachnamen wie bei zwei Bergers und zwei Seebachers problematisch sein kann. Die nachfolgende Liste ist somit die nach allen Berichten wahrscheinlichste Reihenfolge, wobei der Titel sicher von Hans Gfäller gewonnen wurde. Nachfolgend werden die Ergebnisse der verschiedenen Zeitungen aufgeführt, wobei Namen und Ortsangaben genau übernommen und belassen wurden.

## Einsitzer Männer
| Platz | Rodler           | Ort/Verein             | 1. Lauf | 2. Lauf | Gesamtzeit |
| ----- | ---------------- | ---------------------- | ------- | ------- | ---------- |
| 1     | Hans Gfäller     | Oberaudorf             | ? min   | ? min   | 5:11,2 min |
| 2     | Sebastian Berger | Hochegg (Oberaudorf ?) | ? min   | ? min   | 5:17,3 min |
| 3     | Georg Seebacher  | Brannenburg            | ? min   | ? min   | 5:32,4 min |
| 4     | Christoph Berger | Oberaudorf             | ? min   | ? min   | ? min      |
| 5     | Josef Seebacher  | Oberaudorf             | ? min   | ? min   | ? min      |
| 6     | Kneißl           | Kufstein               | ? min   | ? min   | ? min      |
| 7     | Schneider        | Regensburg             | ? min   | ? min   | ? min      |

- Allgemeine Sportzeitung vom 2. Februar 1913:[1]

1. Gfäller (Oberaudorf)
2. Berger (Hochegg)
3. Seebacher (Brannenburg)
4. Berger (Oberaudorf)
5. Seebacher (Oberaudorf)
6. Kneißl (Kufstein)
7. Schneider (Regensburg)

- Illustriertes (Österreichisches) Sportblatt vom 1. Februar:[2]

1. Gfäller (Oberaudorf)
2. G. Seebacher (Brannenburg)
3. S. Berger (Oberaudorf)

- Der Morgen. Wiener Montagblatt vom 27. Januar 1913:[3]

1. Gfäller (Oberaudorf)
2. Berger (Hochegg)
3. Seebacher (Brannenburg)
4. Berger (Oberaudorf)
5. Seebacher (Oberaudorf)
6. Kneißl (Kufstein)
7. Schneider (Regensburg)

- Neues Wiener Tagblatt (Tages-Ausgabe) vom 28. Januar 1913:[4]

1. Gfäller (Oberaudorf)
2. Ch. Berger (Oberaudorf)
3. G. Seebacher (Brannenburg)
4. S. Berger (Oberaudorf)

- Grazer Tageblatt vom 27. Januar 1913:[5]

1. Gfäller (Oberaudorf)
2. Berger
3. Seebacher (Brannenburg)
4. Berger (Oberaudorf)
5. Seebacher
6. Kneipl (Kufstein)
7. Schneider (Regensburg)

- Karlsruher Tageblatt vom 29. Januar 1913:[6]

1. Gfeller (Oberaudorf)
2. Berger (Oberaudorf)
3. Seebacher (Brannenburg)

- Norddeutsche allgemeine Zeitung, Zweite (Morgen-)Ausgabe vom 26. Januar 1913:[7]

1. Geller (Oberaudorf)
2. Berger (Oberaudorf)
3. Seebacher (Brannenburg)